# Información y comunicación cuántica
La información y comunicación cuántica es un área de estudio de la física e ingeniería, que comprende el análisis, procesamiento, y transmisión de información valiéndose de los principios y efectos de la mecánica cuántica. Su desarrollo se basa principalmente en la criptografía cuántica y la computación cuántica. Se proyecta como un nuevo avance tecnológico debido a sus ventajas en el área de la seguridad informática y la velocidad de procesamiento. Se considera que en un futuro próximo se podrán implementar redes cuánticas que reemplacen a los actuales sistemas de telecomunicación.
Esta ciencia comprende:
- Los fundamentos de la mecánica cuántica que son la base de esta teoría.
- El análisis matemático de los estados cuánticos y los elementos de la computación cuántica, tales como el cúbit, circuitos cuánticos, y operaciones unitarias.
- El montaje experimental de sistemas cuánticos, de transmisión y de cómputo. La transmisión se puede realizar con fotones como estados cuánticos a transmitir u operar. La computación cuántica propone diversas tecnologías que se han implementado exitosamente y otras que aún se encuentran en desarrollo.
- La teoría de información cuántica, que es la teoría de información adaptada al mundo cuántico.
- La criptografía cuántica, que abarca los protocolos de criptografía de distribución o acuerdo de claves cuánticas.
- Los algoritmos cuánticos, procedimientos que pueden ejecutarse en un computador cuántico y tienen un tiempo de ejecución más rápido que en un ordenador ordinario. Esta área incluye el desarrollo de lenguajes de programación cuánticos, así como la programación con los mismos.
- El estudio de la codificación eficiente de diversos nodos de una red cuántica, esto es la conexión entre diversos emisores y receptores de una red en la que cada nodo tiene al menos un tipo de enlace cuántico con otro nodo, se estima que dichos enlaces sean estados entrelazados entre emisor y receptor para luego realizar teleportación.

## Fundamentos de la mecánica cuántica
Los fundamentos de la mecánica cuántica forman los cimientos de la información cuántica, en ella se encuentran las definiciones relacionadas con un estado cuántico, el  formalismo matemático y los postulados de la mecánica cuántica, de los cuales se derivan algunos aspectos únicos, como el principio de incertidumbre de Heisenberg, el entrelazamiento, la superposición, y el teorema de no clonación.

## Cúbit
El cúbit consiste en la unidad de información cuántica, el análogo cuántico del bit. Su característica más notoria es que debido a la superposición, este puede estar en dos estados al mismo tiempo. Formalmente el cúbit es un sistema cuántico de dos niveles, cuyo estado es un elemento del espacio de Hilbert de dimensión 2.

## Circuitos y compuertas cuánticas
En la computación clásica, los circuitos digitales se basan en compuertas lógicas definidas por funciones que pertenecen al álgebra de Boole, usando la lógica binaria de 0 y 1. Las operaciones que se utilizan para ser aplicadas en los cúbits se denominan compuertas cuánticas, estas son transformaciones unitarias en el espacio de Hilbert de dimensión 2. Las compuertas de un solo cúbit pueden ser vistas como rotaciones en la esfera de Bloch. Dentro del formalismo matemático, pueden verse como matrices que operan a los vectores que definen los estados cuánticos.

## Implementación física
La implementación física de un circuito cuántico es diferente según sea el sistema y el propósito, la física cuántica por ser una rama de la física presente en diversos aspectos de la naturaleza puede ser aplicada en sistemas de superconductividad, trampas de iones, montajes ópticos con láser, entre otros. Se han desarrollado sistemas basados en puntos cuánticos, para confinar electrones y utilizar su espín como estado cuántico. Otra implementación se basa en imperfecciones en el diamante, con un centro nitrógeno-vacante se tiene un electrón libre que puede ser manipulado como cúbit. Los sistemas de comunicación cuántica precisan de fotones y láseres para transmitir estados cuánticos. En general hay varias opciones que se han puesto en práctica con diferentes grados de éxito.

## Aplicaciones
A pesar de tener la misma base y tecnología, el desarrollo de las tecnologías relacionadas con el procesamiento de la información cuántica tienen diversos propósitos, los más relevantes son los relacionados con la seguridad informática y la computación.

### Criptografía cuántica
La criptografía cuántica aprovecha el teorema de no clonación para poder transmitir información de manera segura con el objetivo de crear una clave. Existen diversos protocolos, el más famoso es el BB84 de distribución de claves cuánticas. Dado que el objetivo es transmitir información, actualmente se desarrollan sistemas de redes cuánticas que permitan implementar estos protocolos entre diversos nodos y a largas distancias, para ello se requiere el estudio de los canales de transmisión, y de los equipos repetidores, así como los nodos fuente y objetivo, distribuir entrelazamiento entre tales nodos y realizar un proceso de codificación que permita el entrelazamiento entre dos o más nodos distantes.

### Computación cuántica
Existen diversos algoritmos cuánticos que permiten un resultado obtenido más rápido que con una computadora convencional. El desarrollo de estos computadores es un desafío para la comunidad científica debido a las limitaciones de la implementación de los sistemas cuánticos como por ejemplo la decoherencia. Existen diversas propuestas y candidatos, sin embargo todos presentan ventajas y desventajas. A pesar de ello IBM ha avanzado en el desarrollo de estos computadores, y desde 2019 tiene a la venta el primer computador cuántico comercial.